# Tadao Oniši
Tadao Oniši (japonsko 大西 忠生), japonski nogometaš in trener, * 18. april 1943, Kjoto, Japonska, † 29. junij 2006.
Za japonsko reprezentanco je odigral eno uradno tekmo.